# Esquí acuático en los Juegos Suramericanos de 2014: Wakeboard femenino
La prueba de wakeboard femenino de esquí acuático en Santiago 2014 se disputó en la Laguna Los Morros entre los días 7 y 8 de marzo de 2014, en los cuales se celebró la competencia preliminar y final respectivamente. Participaron 11 atletas de esta disciplina.

## Resultados

### Semifinales

#### Heat 1
| Rank | Nombre            | País      | Puntaje | Notas |
| ---- | ----------------- | --------- | ------- | ----- |
| 1    | Tamara Mustafa    | Perú      | 47.88   | Q     |
| 2    | Vanessa Kronfle   | Ecuador   | 36.78   | Q     |
| 3    | Ana Chamorro      | Venezuela | 25.56   | Q     |
| 4    | Isidora Undurraga | Chile     | 23.00   |       |
| 5    | Vanessa Phelan    | Venezuela | 15.33   |       |

#### Heat 2
| Rank | Nombre            | País      | Puntaje | Notas |
| ---- | ----------------- | --------- | ------- | ----- |
| 1    | Roberta Rendo     | Argentina | 86.00   | Q     |
| 2    | Victoria de Armas | Argentina | 84.67   |       |
| 3    | Tereza Lobato     | Brasil    | 67.33   | Q     |
| 4    | Ana Sisul         | Paraguay  | 55.22   | Q     |
| 5    | Paula Jaramillo   | Colombia  | 9.00    |       |
| 6    | Silvia Zarrate    | Colombia  |         |       |

### Final
| Rank              | Nombre          | País      | Puntaje |
| ----------------- | --------------- | --------- | ------- |
| Medalla de oro    | Roberta Rendo   | Argentina | 90.67   |
| Medalla de plata  | Tereza Lobato   | Brasil    | 73.11   |
| Medalla de bronce | Vanessa Kronfle | Ecuador   | 56.67   |
| 4                 | Ana Sisul       | Paraguay  | 49.11   |
| 5                 | Tamara Mustafa  | Perú      | 42.56   |
| 6                 | Ana Chamorro    | Venezuela | 35.56   |